# François Pérennès
François Pérennès, né le 1er mai 1811 à Lannion, et mort le 18 mai 1867 à Montrouge, est un hagiographe français.

## Biographie
Élevé à Lannion où son père était principal du collège, il fut atteint à la naissance, d’une demi-surdité, et apprit à parler très tard. Il conserva toute sa vie des difficultés de prononciation, mais sa vive intelligence lui permit de rattraper, en peu de temps, la plupart des enfants de son âge. Passionné de lecture dès sen enfance, il mit spontanément la bibliothèque de son père  à contribution pour acquérir les auteurs latins et un peu de grec.
Après avoir effectué ses humanités, il publia en 1850, à l’âge de dix-neuf ans, un poème sur la prise d’Alger. ll composa ensuite un certain nombre d’épitres et de poésies élégiaques, dont la plupart sont restées inédites. De 1841 à 1852, il a rédigé les éloges de Suard, de Charles Nodier, de Joseph Droz, et donné une étude sur la domesticité avant et depuis 1789. En 1842, il devint, rédacteur en chef de la Revue et de l’Encyclopédie Catholique de l’abbé Glaire. En 1847, il donna les Noviciats littéraires, ou coup-d’œil sur la condition des hommes de lettres en France, précédés de l’Éloge de Charles Nodier.
Pendant son séjour à Besançon, Pérennès prit part à la publication d’une édition nouvelle du Dictionnaire biographique de François-Xavier de Feller, qui obtint un grand succès. Il remplaça également à la double place de doyen et de secrétaire perpétuel de l’académie de Besançon, François-Joseph Genisset, dont il a prononcé l’éloge.
Attaché à l’Imprimerie catholique de l’abbé Migne, il étudia l’exégèse chrétienne et participa à un grand nombre de publications importantes dans ce domaine, mais c’est surtout par les ouvrages en prose qu’il s’est distingué. Ainsi, il est une œuvre d’un autre genre à laquelle Pérennès donna un soin tout particulier, la 3e édition par l’abbé de Baudry, qui mettait en style moderne, la Vie de Saint François de Sales du R.P.J. Talon (en). Pour écrire avec originalité une histoire tant de fois racontée, et jeter un nouveau jour sur les détails d’une vie en apparence si connue, Pérennès se livra aux plus laborieuses recherches avec une ardeur que soutenait la fervente admiration qu’il professait ce saint. Ayant eu à sa disposition les matériaux des archives de l’évêché d’Annecy et de quelques monastères conservant le souvenir de cet évêque, cette biographie, accrue de faits nouveaux et authentiques, et enrichie de pièces entièrement inédites, qui fut appréciée, était plus complète que toutes celles qui l’avaient précédée.
Dans les derniers jours de sa vie, François Pérennès fut appelé à travailler à un grand ouvrage religieux projeté par l’abbé Migne, et qui est resté inachevé. L’intérêt de la maison d’édition, où l’on travaillait sans relâche à réimprimer avec une extrême rapidité, pour les éditer à bas prix, d’anciens ouvrages théologiques ou de collections latines et françaises, exigeait que l’exécution s’effectue au plus vite vite. La publication était attendue, les ouvriers compositeurs étaient à l’œuvre et demandaient sans relâche de la copie. Dix heures de travail quotidien ne suffisant pas à les occuper, Pérennès s’imposa des journées de douze heures de travail en prélevant le temps de vaquer à sa correspondance et à ses travaux personnels sur ses nuits, ce qui était trop pour sa constitution déjà bien fragilisée et, à mesure que s’alourdissait sa tâche, sa santé s’affaiblissait manifestement.
Atteint depuis quelque temps d’une affection du cœur, et pressentant que ce genre de vie finirait par lui être fatal, il avait réglé ses dernières dispositions, en prévision de sa fin prochaine et, dans la matinée du 18 mai, les personnes qui entrèrent dans sa chambre à l’aspect d’une cellule de cénobite, crurent d’abord qu’il dormait paisiblement, avant de constater qu’il avait cessé de vivre. 
Enterré au cimetière du Montparnasse, on mit cette inscription sur la tombe du laborieux écrivain mort à la peine : « Ci-git François Pérennès, chrétien fervent, hagiographe distingué, mort martyr du travail. »

## Publications
- De l’Institution du dimanche : considérée dans ses harmonies avec les besoins de notre époque, Paris, Sagnier et Bray, 1845, viii-384, 21 cm (OCLC 492372551)Envoyé en 1859 au concours de l’académie de Besançon, cet ouvrage fut couronné par cette société, succès d’autant plus flatteur, que Pierre-Joseph Proudhon était au nombre des concurrents. Ce travail refondu et considérablement augmenté été réimprimé à Paris, en 1845, par Ambroise Bray, en un volume in-8°.
- Le Christ rédempteur, poème en 3 parties, Paris, Didot, 1859.
- La Mission des grandes puissances chrétiennes au XIXe siècle, ouvrage mentionné, la même année, au concours de l’Académie française.
- Le Miroir poétique du christianisme, 1862.
- Vie de Saint François de Sales, 1864, en 2 vol. in-8°.

## Sources
- Charles Lacroix, Notice sur François Pérennès, Lyon, Pitrat ainé, 1867, 16 p., in-8° (OCLC 369162199, lire en ligne).
- Gustave Vapereau, Dictionnaire universel des contemporains : contenant toutes les personnes notables de la France et des pays étrangers, Paris, Hachette, 1870, 4e éd., iv-1888, 25 cm (lire en ligne), p. 1269.